# Szamóca-legyezősmoly
A szamóca-legyezősmoly (Tinagma perdicella) a valódi lepkék (Glossata) közé sorolt legyezősmolyfélék (Douglasiidae) családjának egyik, Magyarországon is élő faja.

## Elterjedése, élőhelye
Közép- és dél-európai faj, de hazánkból csak szórványosan kerül elő.

## Megjelenése
A szürke szín különféle árnyalataiban játszó szárnyának fesztávolsága 8–12 mm.

## Életmódja
Évente egy nemzedéke kel ki; a lepkék május–júniusban rajzanak. A hernyó tápnövénye a szamóca (Fragaria), a pimpó (Potentilla), valamint a különböző málna- és szederfélék (Rubus). A hernyók az őszi hónapokban aknáznak a tápnövények levelében.
A lepke nappal aktív, és a hegyi len (Linum austriacum) virágain táplálkozik. A virágokon megülve sajátos mozdulatokkal lebegteti a szárnyait, erről kapta a „legyezősmoly”  nevet.

## Külső hivatkozások
- Mészáros Zoltán – Szabóky Csaba: A magyarországi molylepkék gyakorlati albuma. Budapest: Agroinform. 2005.  arch Hozzáférés: 2018. április 6. (PDF)